# NGC 3242
NGC 3242 (nota anche come C 59) è una nebulosa planetaria localizzata nella costellazione dell'Idra. 
Fu scoperta da William Herschel il 7 febbraio 1785 in Sudafrica.
Questa nebulosa planetaria è anche nota come "Fantasma di Giove" o "Nebulosa Occhio". Può essere facilmente osservata con telescopi amatoriali, apparendo di colore verde-bluastro all'osservatore.

## Galleria d'immagini

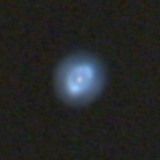
Vista da un telescopio Schmidt-Cassegrain a 10"
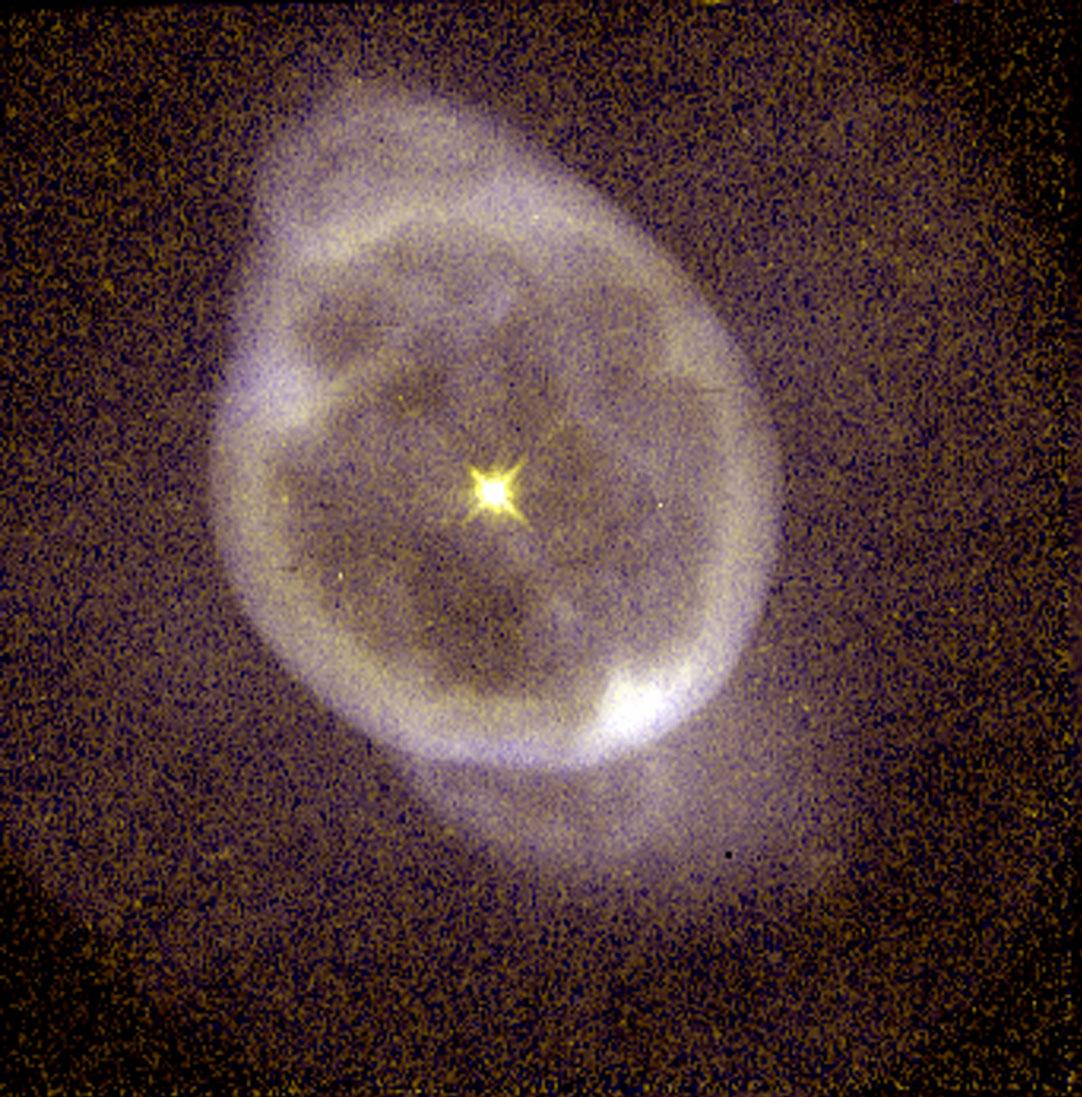
Altra immagine presa da Hubble